# Station Varsenare
Station Varsenare was een spoorwegstation langs spoorlijn 50A (Brussel - Oostende) in Varsenare, een deelgemeente van de gemeente Jabbeke. De bediening van het station stopte in 1984 bij de invoering van het IC/IR-plan.
Het voormalige stationsgebouw doet dienst als feest- en evenementenzaal onder de naam Station Varssenaere.

## Aantal instappende reizigers
De grafiek geeft het gemiddeld aantal instappende reizigers weer op een week-, zater- en zondag.
| Tabel: aantal instappende reizigers station Varsenare | Tabel: aantal instappende reizigers station Varsenare | Tabel: aantal instappende reizigers station Varsenare | Tabel: aantal instappende reizigers station Varsenare |
|                                                       | Weekdag                                               | Zaterdag                                              | Zondag                                                |
| ----------------------------------------------------- | ----------------------------------------------------- | ----------------------------------------------------- | ----------------------------------------------------- |
| 1977                                                  | 24                                                    | 5                                                     | 7                                                     |
| 1978                                                  | 35                                                    | 6                                                     | 5                                                     |
| 1979                                                  | 27                                                    | 22                                                    | 11                                                    |
| 1980                                                  | 20                                                    | 2                                                     | 1                                                     |
| 1981                                                  | 18                                                    | 4                                                     | 4                                                     |
| 1982                                                  | 24                                                    | 2                                                     | 4                                                     |
| 1983                                                  | 42                                                    | 2                                                     | 3                                                     |

3,8: Brussel-Zuid ·
7,8: Anderlecht ·
52,1: Gent-Sint-Pieters ·
56,1: Drongen ·
58,8: Halewijn ·
61,9: Landegem ·
64,9: Hansbeke ·
68,5: Bellem ·
71,5: Aalter ·
76,1: Maria-Aalter ·
80,7: Beernem ·
86,5: Oostkamp ·
92,2: Brugge ·
98,9: Varsenare ·
101,8: Jabbeke ·
108,0: Oudenburg ·
109,9: Zandvoorde ·
114,3: Oostende